# Operațiunea Faustschlag
Operațiunea Faustschlag (în română Lovitură de pumn) a reprezentat o ofensivă a Puterilor Centrale în timpul Primului Război Mondial, fiind ultima acțiune majoră a acestora  pe Frontul de Est. Ofensiva – desfășurată în intervalul 18 februarie-3 martie 1918, a fost declanșată ca urmare a eșuării negocierilor de pace cu Rusia bolșevică. Trupele acesteia nu au putut să opună o rezistență serioasă, deoarece în contextul revoluției și al războiului civil ajunseseră să fie formate în mare parte din rămășițe ale Armatei Imperiale Ruse și din țăranii înarmați. Ca atare, armatele Puterilor Centrale au capturat largi teritorii în guvernoratele baltice, Bielorusia și Ucraina, forțând guvernul rus să semneze Tratatul de la Brest-Litovsk.

## Context

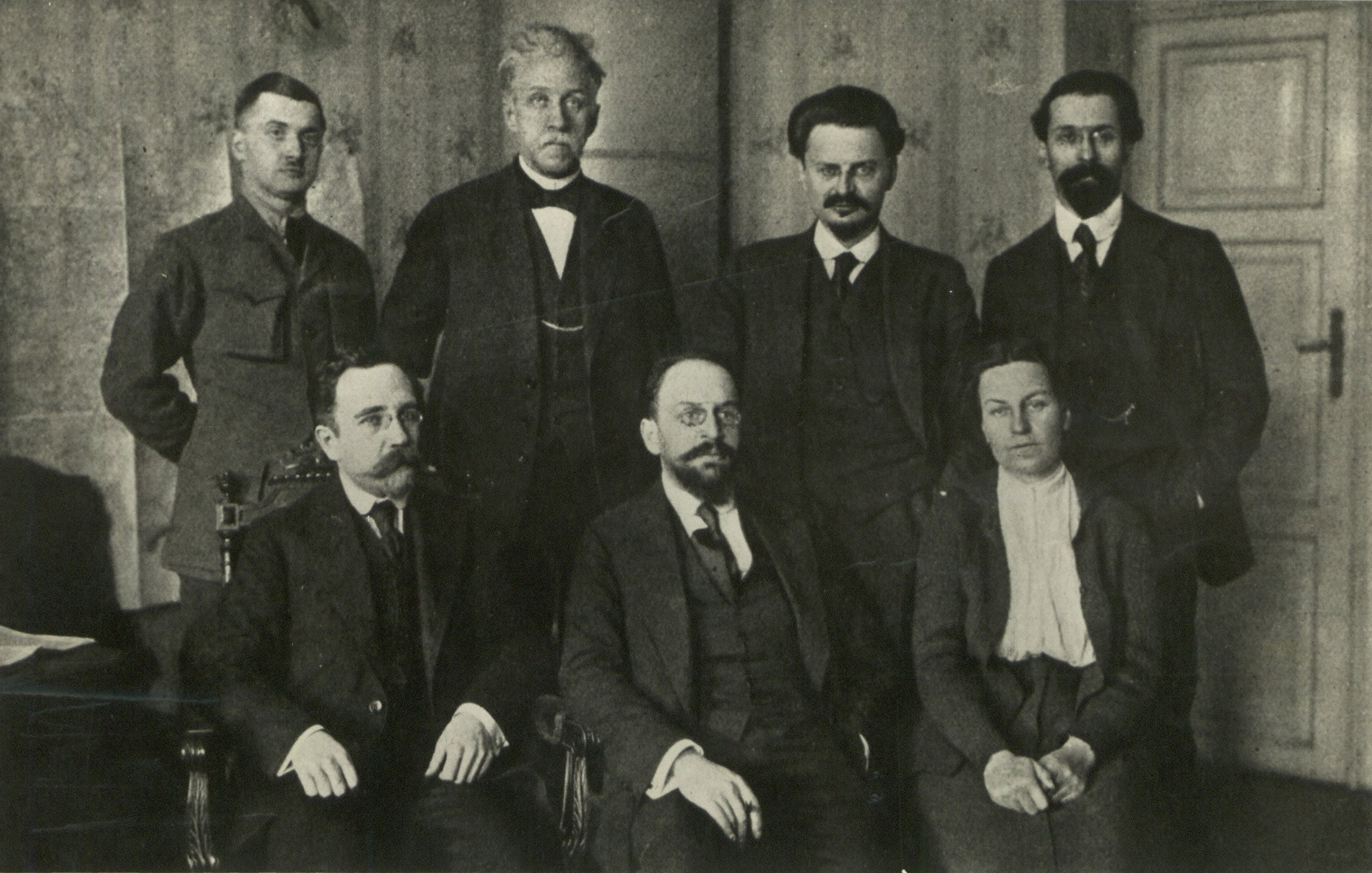
Delegația sovietică la Brest-Litovsk în februarie 1918

Preluând puterea în Imperiul Rus după Revoluția din Octombrie, în 1917 noua conducere bolșevică a anunțat că Rusia va ieși din război. La 3 decembrie 1917 au început convorbiri la Brest-Litovsk în acest sens și la 17 decembrie a intrat în vigoare un armistițiu, după care în curând – pe 22 decembrie, au început negocieri de pace.

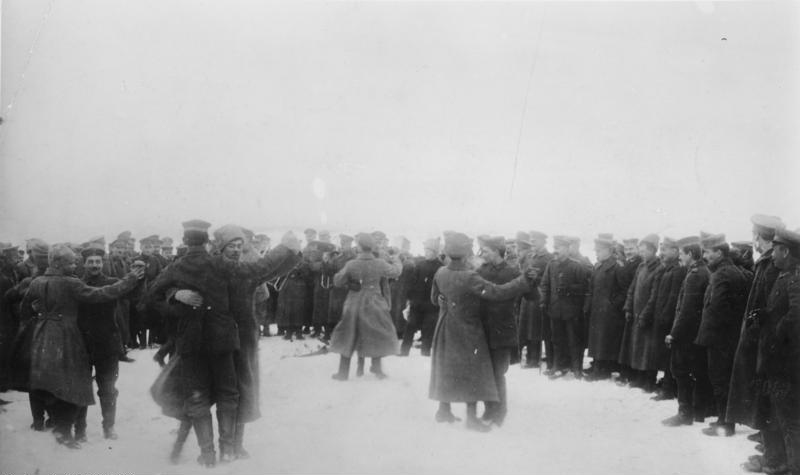
Fraternizare în timpul armistițiului de pe Frontul de Est, în 1918

La începerea negocierilor, Puterile Centrale au pretins teritoriile pe care le ocupaseră în perioada 1914-1916, inclusiv Polonia, Letonia și estul Lituaniei. Numai o mică parte dintre conducătorii bolșevici au dorit inițial o pace cu orice preț, printre aceștia aflându-se Lenin, care a dorit o pace imediată în cazul unui ultimatum german. Faptul s-a datorat interesului său în ceea ce privește un răgaz indispensabil pentru a putea fi mai întâi consolidată puterea bolșevică în interior. Cei mai mulți dintre bolșevici – printre care și Buharin, au considerat că era inacceptabil ceea ce li se cerea, pledând – la nevoie, inclusiv pentru o luptă de partizani în părțile cedate ale fostului imperiu. Leon Troțki, în calitate de conducător al delegației ruse, a sperat să prelungească negocierile până la declașnșarea unei revoluții în Imperiul German, ceea ce ar fi forțat Germania să iasă din război. Bolșevicii au decis însă până la urmă să nu accepte termenii propuși și în schimb s-au retras de la negocieri, ducând în cele din urmă la încetarea stării de armistițiu.
Troțki, care a fost principalul avocat al politicii „nici război nici pace”, la 28 ianuarie 1918 a anunțat că Rusia sovietică a considerat războiul încheiat. Aceasta s-a dovedit inacceptabil pentru germani, care transportaseră deja trupe pe Frontul de Vest. În Germania a existat însă inițial un dezacord în ceea ce privește calea de urmat. În timp ce politicieni precum secretarul de stat din Ministerul Afacerilor Externe Richard von Kuhlmann au recomandat răbdare, dat fiind că populația ar fi urmat să nu înțeleagă de ce ostilitățile sunt reluate, comanda militară supremă a armatei (Erich Ludendorff) a insistat pe lângă kaizerul Wilhelm al II-lea pentru o reacție energică imediată, astfel încât să fie înlăturată sursa bolșevică a problemelor.
Șeful Statului Major General al Ober Ost, generalul Max Hoffmann, a dat o replică prin semnarea tratatului de pace cu Republica Populară Ucraineană la 9 februarie (Brotfrieden). La 13 februarie 1918, cele două puncte de vedere (politic și militar) au fost susținute în fața kaizerului la Bad Homburg, în timpul unei ședințe de Consiliu privat. Opinia militarilor a avut câștig de cauză în fața împăratului, astfel că negociatorul german Wilhelm von Mirbacha fost rechemat. De asemenea, guvernul sovietic a fost informat de reluarea ostilităților la 17 februarie.

## Ofensiva

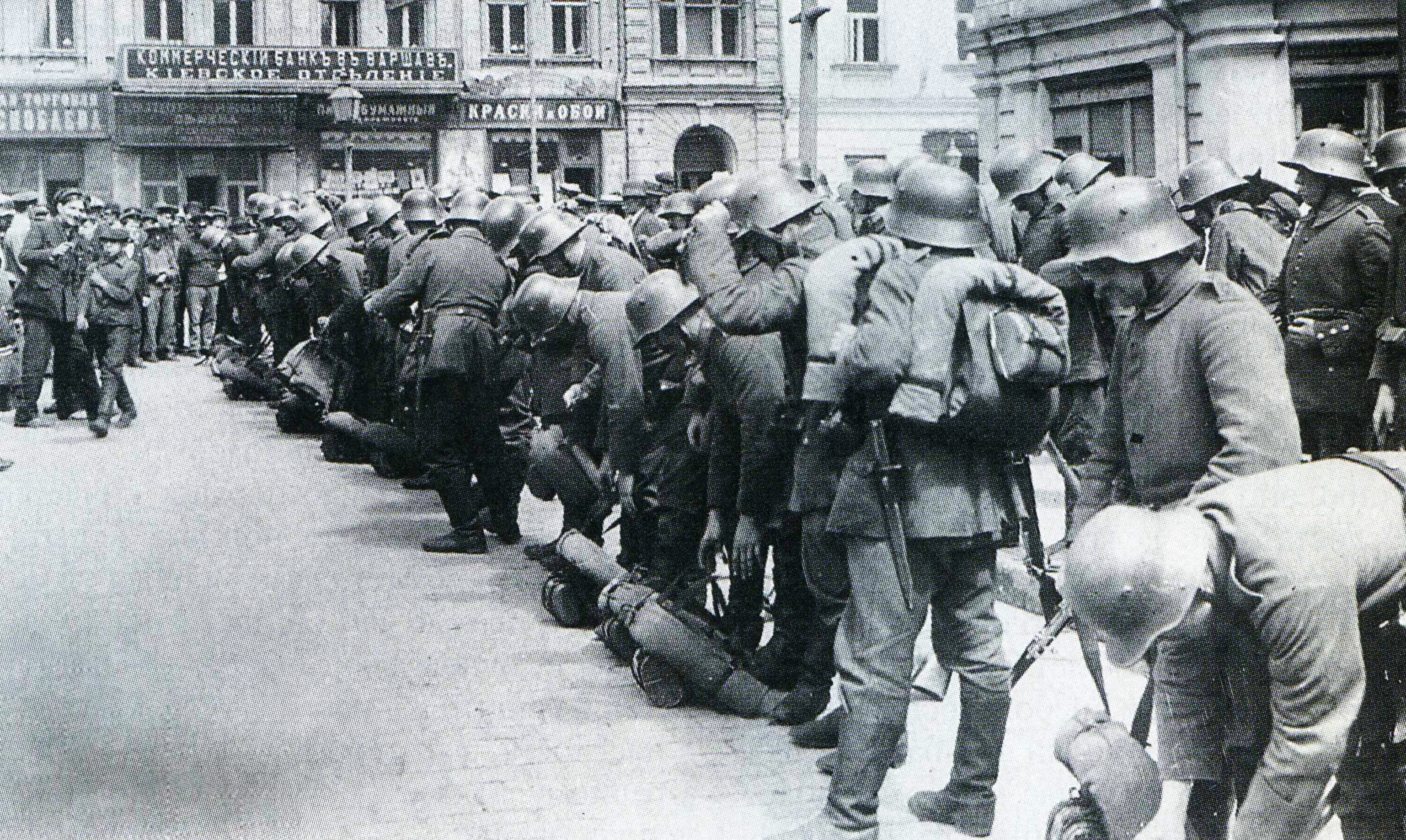
Trupe germane Kiev în Martie 1918

Scopul Înaltului Comandament german a fost în principal reprezentat de ocuparea Ucrainei agrare și a zonei importante din punct de vedere economic, aflată în partea de sud a Frontului de Est. Campania a fost susținută de aproape un milion de soldați, o parte din forțele folosite fiind însă destinate inițial ofensivei de primăvară de pe Frontul de Vest
La 18 februarie, trupele germane și austro-ungare au început o ofensivă majoră pe trei direcții, cu 53 de divizii. Gruparea nordică  a avansat de la Pskov spre Narva, cea centrală presat spre Smolensk și cea sudică spre Kiev.
Gruparea nordică, formată din 16 divizii, a capturat localitatea Daugavpils (zonă cheie, de legătură) încă din prima zi. Curând Pskov a fost și el capturat, iar Narva fost securizată la 28 februarie. Forțele centrale ale Armatei a 10 -a și ale Corpului XLI au avansat spre Smolensk. La 21 februarie, Minskul a fost capturat odată cu Cartierul General al Armatei de Vest. Forțele sudice au penetrat prin rămășițele Armatei de Sud-Vest, capturând Jitomir pe 24 februarie. Kievul a fost securizat la 2 martie, la o zi după ce trupele ucrainene ale Radei Centrale deja sosiseră acolo.
Trupele Puterilor Centrale avansaseră peste 150 de mile într-o săptămână, fără a se confrunta cu o rezistență serioasă. Trupele germane erau acum la 100 de mile de Petrograd, forțând sovieticii să-și transfere capitala la Moscova. Avansul rapid a fost numit „Războiul pe șine” (în germană der Eisenbahnfeldzug), deoarece soldații germani au folosit căile ferate ruse pentru a avansa către est.. Generalul Hoffmann a scris în jurnalul său în 22 februarie:
Este cel mai comic război pe care l-am cunoscut vreodată. Am pus o mână de infanteriști cu mitraliere și cu un singur tun într-un tren și, în grabă, i-am trimis la următoarea stație; ajunși acolo au cucerit-o, au plecat mai departe mai puțini și așa mai departe. Genul acesta de procedură are, în orice caz, farmecul de a fi o noutate.

### Impactul politic
Pe măsură ce ofensiva germană se desfășurara, Troțki s-a întors la Petrograd. Majoritatea liderilor încă erau de părere că războiul trebuie continuat , deși Rusia nu ma era în măsură să o facă, din cauza distrugerii proprieie sale armate. În acest punct, Lenin a intervenit pentru a determina conducerea sovietică să accepte termenilor propuși de germani, care între timp deveniseră și mai grei. El a fost sprijinit în acest sens de alți comuniști seniori, printre care Kamenev, Zinoviev și Stalin.
După o ședință furtunoasă condusă de Lenin a Consiliului, în care liderul revoluționarilor a mers atât de departe încât a amenințat cu demisia, s-a obținut cu o majoritate de voturi de 166 la 85 o decizie în favoarea acceptării noilor termeni germani. Votul din Comitetul Central a fost chiar mai strâns, 7 pentru și 6 împotrivă. În cele din urmă, Troțki și-a schimbat votul și termenii germani au fost acceptați, astfel că pe 3 martie, bolșevicii au semnat Tratatul de la Brest-Litovsk.
Pe 24 februarie, cu o zi înainte de sosirea trupelor germane de la Tallinn, Comitetul de Salvare al Estoniei a declarat independența Estoniei. Autoritățile germane de ocupație au refuzat să recunoască guvernul estonian și germanii s-au instalat în pozițiile de conducere.
De asemenea, catastrofa militară a sovietelor i-a determinat pe bolșevici să fie mai concilianți, în ceea ce privește negocierea unui acord cu guvernul României condus de generalul Averescu.

## Consecințe

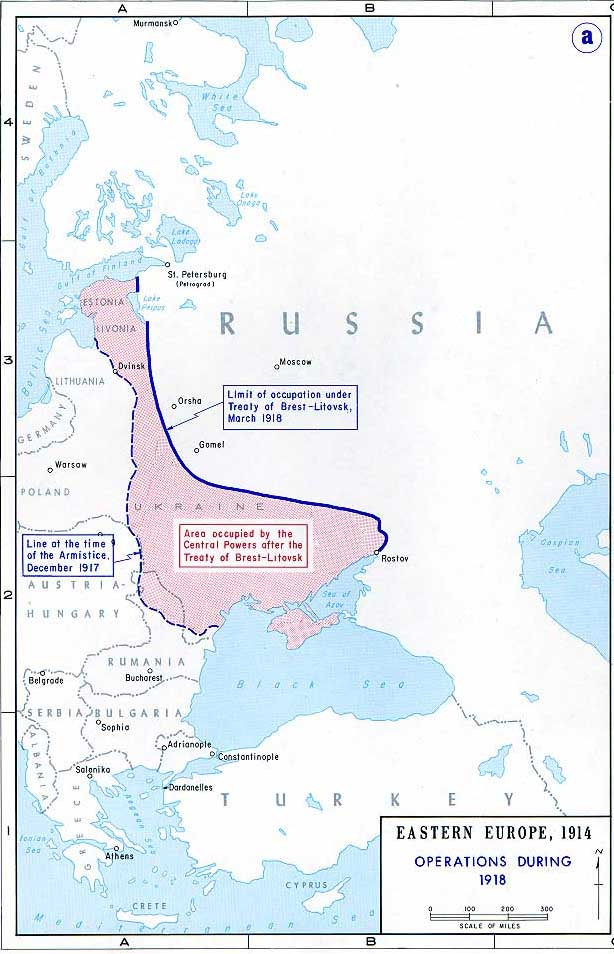
Teritoriile ocupate de Puterile Centrale în timpul Operației Faustschlag și ulterior.

Capitularea bolșevicilor de 3 martie nu a făcut decâ să încheie avansarea forțelor germano-austro-ungare de-a lungul unui alineament care pornea de la Narva și mergea spre nordul Ucrainei, dat fiind că prin Tratatul de la Brest-Litovsk, guvernul sovietic renunțase la toate drepturile asupra sudului Rusiei. În următoarele câteva luni, coloanele sudice ale forțelor Puterilor Centrale au avansate cu peste 500 de mile mai departe, capturând toată Ucraina și o parte din teritoriul de dinafara acesteia.
Operațiunile germane au continuat de asemenea, în Caucaz și în Finlanda – unde Germania a oferit asistență trupelor albe finalndeze în Războiul Civil Finlandez. Conforma Tratatului de Pace, toate bazele navale ruse din Marea Baltică – exceptând Kronstadtul - au fost preluate, iar flota militară rusă a Mării Negre din Odesa a fost dezarmată și ținută sub supraveghere. Bolșevicii au acceptat, de asemenea, ca 630.000 de prizonieri de război austrieci să fie imediat eliberați.
Prin Tratatul de la Brest-Litovsk, Rusia Sovietică a renunțat la Estonia, Letonia, Lituania, Polonia, Bielorusia și Ucraina, dând ocazia acestor teritorii să se dezvolte independent de influența Rusiei. Intenția statului german a fost aceea de a transforma aceste teritorii în sateliți politici și teritoriali, dar acest plan s-a prăbușit cu odată cu înfrângerea Germanei, în decurs de un an.
După capitularea germană, sovieticii au făcut o încercare de a recâștiga teritoriile pierdute. Aceștia au avut succes în unele zone cum ar fi Ucraina, Bielorsusia și Caucaz, dar au fost obligați să recunoască independența statelor baltice, a Finlandei și Poloniei.
În guvernul bolșevic, Lenin și-a consolidat putere; cu toate acestea temându-se de posibilitatea revenirii amenințării germane de-a lungul Mării Baltice, a mutat definitiv capitala de la Petrograd la Moscova pe 12 martie. Dezbaterile au devenit mult mai restrâns și el nu a mai fost niciodată atât de puternic contestat precum a fost în ceea ce privește Tratatul de la Brest-Litovsk.